# مركز الملك عبد الله الثاني لتدريب العمليات الخاصة
مركز الملك عبد الله الثاني لتدريب العمليات الخاصة (KASOTC) منشأة متخصصة في التدريب والتطوير لمكافحة الإرهاب ، العمليات الخاصة والحرب غير النظامية . أنشأ المركز في عام 2009 ومركزه في عمان، الأردن. ويعتبر مركزا متخصصا لتدريب القوات الخاصة استفادت منه العديد من البلدان ولا سيما العراق وليبيا ولبنان وفلسطين وأفغانستان وغيرها من الدول.

## الاتفاقيات
وافق المركز على طلب من الحكومة العراقية لتدريب قوات لمكافحة الإرهاب في يناير2014 ، والذي جاء إثر المواجهات التي يخوضها الجيش العراقي في محافظة الأنبار.

## روابط خارجية
- الموقع الرسمي
- خريطة الموقع
- المنشأة من الداخل